# سامانه ترابری خلبان‌دار آینده‌نگر

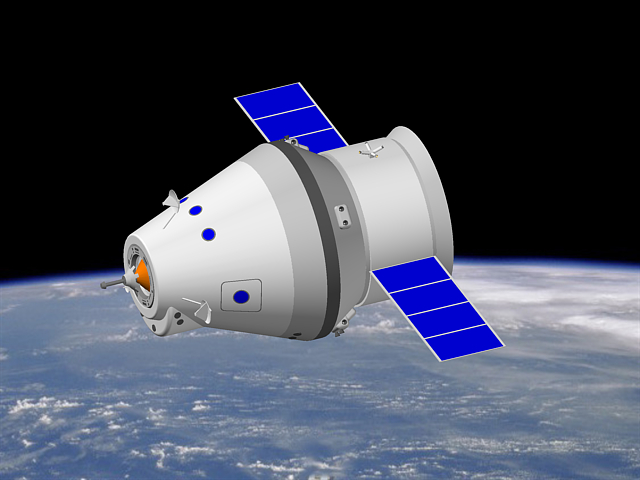
روس.

پی‌پی‌تی‌اس یا سامانه ترابری خلبان‌دار آینده‌نگر (به روسی: Perspektivnaya Pilotiruemaya Transportnaya Sistema یا به اختصار: PPTS) که با نام غیررسمی روس (Rus) نیز معروف است پروژه‌ای است از سازمان فضایی فدرال روسیه (روسکاسموس) برای ساخت نسل جدیدی از فضاپیماهای سرنشین‌دار.
هدف از این پروژه توسعه فضاپیماهای جدیدی برای جانشین کردن فضاپیماهای قدیمی سویوز است که بیش از چهل سال پیش توسط شوروی‌ها ساخته و استفاده شده‌است.
پروژه پی‌پی‌تی‌اس پس از آن آغاز شد که طرح مشترک روسیه و اروپا به نام «سامانه ترابری فضایی خدمه‌دار» (سی‌اس‌تی‌اس) بی‌نتیجه ماند.
روسکاسموس در نظر دارد چند نوع مختلف از فضاپیماهای این پروژه را بسازد.
گونه زمین‌گَرد ۱۲ تن وزن، ۵۰۰ کیلوگرم بار و شش خدمه دارد. این گونه از فضاپیمای «پی‌پی‌تی‌اس» قادر است در ماموریت‌های مستقل، پروازهای ۳۰روزه انجام دهد یا در حالت چسبیده به ایستگاه فضایی بین‌المللی ماموریت‌هایی یک‌ساله به انجام برساند.
گونه ماه‌گرد با وزن ۱۶٫۵ تن و چهار صندلی برای خدمه، می‌تواند ۱۰۰ کیلوگرم بار را تحویل داده یا بازگرداند. این سفینه ماه‌گرد خواهد توانست ماموریت‌های ۱۴روزه‌ای را به صورت مدارگری در مدار ماه انجام دهد و در صورت ساخته شدن «ایستگاه مداری ماه» (LOS) می‌تواند با چسبیدن به آن، ماموریت‌های ۲۰۰روزه‌ای را به انجام برساند.